# Dumitru Frățilă (Wintersportler)
Dumitru Frățilă (* 6. März 1926 in Predeal; † September 1988) war ein rumänischer Skisportler, der im Ski Alpin, Skilanglauf und im Bobsport an Wettkämpfen teilnahm.
Frățilă, der für den Steaua Bukarest startete, belegte bei den Olympischen Winterspielen 1948 in St. Moritz als Alpiner Skirennläufer den 57. Platz in der Abfahrt und den 40. Rang in der Kombination. Bei den Olympischen Winterspielen im Februar 1952 in Oslo kam er im Skilanglauf-Rennen über 50 km auf den 24. Platz und in der 4 × 10-km-Staffel zusammen mit Moise Crăciun, Manole Aldescu und Constantin Enache auf den zehnten Rang. Zwei Jahre später erreichte er bei den Nordischen Skiweltmeisterschaften in Falun den 87. Platz über 15 km und den 14. Rang mit der Staffel.